# Centres d'arnaque au Cambodge
Les centres d'arnaque au Cambodge désignent des centres d'escroquerie clandestins contrôlés par des réseaux criminels internationaux, organisés et spécialisés dans les escroqueries en ligne, situés sur le territoire du Cambodge.
Leurs activités généreraient entre 12,5 et 19 milliards de dollars par an, soit un montant qui représenterait jusqu’à 60 % du produit intérieur brut du pays.
Selon un rapport des Nations Unies publié en 2024, entre 100 000 et 150 000 personnes, majoritairement étrangères et recrutées via de fausses offres d’emploi, seraient détenues dans ces structures et contraintes de mener des arnaques en ligne. Plusieurs organisations non gouvernementales et témoignages évoquent des cas de traite d’êtres humains, de travail forcé, de torture, d’exploitation d’enfants et d’autres formes d’abus.
Bien que ces centres opèrent en infraction avec la législation cambodgienne, ils seraient implantés dans des casinos, hôtels, immeubles de bureaux ou zones résidentielles y compris en centre-ville et dans la capitale Phnom Penh, et bénéficieraient, selon divers rapports d’ONG et d’institutions internationales, d’une forme d’impunité, voire de la complicité de certains responsables locaux.

## Historique

### Contexte
Depuis l’époque du régime des Khmers rouges dirigé par Pol Pot, le Cambodge est confronté à une corruption systémique et persistante, qui s’est maintenue après l’instauration officielle d’un régime démocratique. En 2024, le pays occupait le 22e rang parmi les pays les plus corrompus au monde selon l’indice de perception de la corruption publié par Transparency International.
L’arrivée au pouvoir de Hun Sen en 1988, suivie en 2023 par celle de son fils Hun Manet, a été marquée par un renforcement de l’autorité exécutive, une centralisation des ressources économiques entre les mains des élites politiques, ainsi que par le développement de liens étroits entre certains responsables gouvernementaux et des réseaux criminels opérant en Asie du Sud-Est, notamment dans les secteurs des jeux d'argent, des casinos et de la traite des êtres humains.
Le département d’État des États-Unis a régulièrement dénoncé une complicité systématique des autorités cambodgiennes avec ces groupes, qu’elles protégeraient et dont elles bénéficieraient financièrement,,.
Ce contexte a créé un environnement favorable à l’implantation de réseaux criminels transnationaux opérant dans d’autres pays, notamment dans les zones économiques spéciales du pays comme Sihanoukville, à l’instar des triades chinoises, fuyant la répression croissante des autorités en Chine, à partir de 2018.

### Tournant avec la crise sanitaire du Covid-19
Longtemps concentrés dans le secteur des casinos, les réseaux criminels opérant au Cambodge ont été fortement impactés par deux événements majeurs : l’adoption en 2019 d’une loi encadrant plus strictement les jeux d’argent, interdisant notamment les jeux d’argent en ligne, et la pandémie de Covid-19 en 2020, qui a entraîné une chute brutale de la fréquentation touristique, notamment chinoise,.
Face à ces pertes économiques, les organisations mafieuses impliquées dans l’industrie des casinos se sont rapprochées des réseaux de traite des êtres humains déjà implantés de longue date dans le pays, et ont progressivement réorienté leurs activités vers les escroqueries en ligne et l’exploitation de main-d’œuvre contrainte.

### Premiers cas documentés (2021)
À partir de 2021, plusieurs établissements liés aux jeux d’argent en ligne, notamment des casinos et hôtels laissés vacants, y compris en centre-ville, ont été reconvertis en centres d'arnaque en ligne,.
La même année, des vidéos tournées à l’intérieur de certains centres d'arnaque, montrant des employés victimes de violences physiques et de torture, ont été rendues publiques, suscitant une première vague d’attention médiatique et d’inquiétude internationale.

### Répression à partir de 2022
En 2022, plusieurs opérations de police sont menées dans des centres d'arnaque à travers le pays. D'autres interventions sont menées à Sihanoukville en 2024 et conduisent à l'arrestation de 450 personnes impliquées dans des affaires de jeux d'argent en ligne et d'arnaques en ligne.
Toutefois, ces interventions n’ont pas permis de démanteler durablement ces réseaux, ni de mettre fin aux accusations persistantes d’implication ou de complaisance des autorités cambodgiennes, dénoncées par de nombreuses ONG et institutions internationales,.
En juin 2025, un rapport de l'ONG Amnesty International attire l'attention des médias internationaux sur la situation des centres d'arnaques au Cambodge,,,.
En réaction à la publication de ce rapport, le Premier ministre annonce la création en juillet 2025 d'une « task force » chargée de combattre ces centres d'arnaques en ligne.

## Chiffres et statistiques

### Revenus
Selon le United States Institute of Peace et le cabinet Humanity Research Consulting, l'industrie des centres d'arnaque générerait entre 12,5 et 19 milliards de dollars par an, soit un montant équivalent à plus de la moitié du produit intérieur brut du pays,,,.

### Nombre de travailleurs forcés
Selon l'ONU et l’Agence des États-Unis pour le développement international (USAID), entre 100 000 et 150 000 personnes seraient exploitées dans ces centres d'arnaque au Cambodge,. La majorité de ces individus seraient originaires de Chine et d’autres pays d’Asie du Sud-Est. Des ressortissants africains ainsi que des enfants figurent également parmi les victimes de ces réseaux de recrutement et de traite,.

### Nombre de centres
Dans une enquête publiée en juin 2025, l’ONG Amnesty International a déclaré avoir identifié au moins 53 centres d'arnaque actifs dans 13 zones différentes sur le territoire cambodgien,.
La zone économique spéciale de Sihanoukville accueillerait plusieurs de ces centres dans ses hôtels, casinos, immeubles de bureaux et quartiers résidentiels. Ces centres se trouveraient également dans la capitale, Phnom Penh, dans les zones économiques spéciales de Pailin, Anlong Veng, O Smach, Kandal, Pouthisat , Bavet, ou encore Kampot.

### Nombre de victimes
L’estimation du nombre total de victimes demeure difficile, de nombreuses personnes ne se signalant pas aux autorités, notamment par honte, peur de représailles ou absence de recours légaux.
La plupart des victimes ciblées par les escroqueries opérées depuis les centres d'arnaque sont des ressortissants chinois, mais des citoyens américains ainsi que des victimes originaires d’autres pays sont également concernés,.
Une enquête de la Global Anti-Scam Organization indique qu’au moins 1 838 personnes de 46 nationalités auraient perdu en moyenne 169 000 dollars dans des arnaques de type pig butchering.

## Mode opératoire

### Mode de recrutement
Les réseaux criminels attirent leurs victimes en diffusant de fausses offres d’emploi sur des plateformes telles que Facebook, Telegram ou WeChat. Ces annonces promettent des postes de bureau bien rémunérés dans des entreprises fictives de commerce en ligne ou de technologie, situées au Cambodge,,.
Après leur arrivée, les personnes concernées sont souvent privées de leurs documents d’identité, déplacées de force et retenues contre leur gré dans des centres d'escroquerie,.

### Pig butchering scamet fraude aux sentiments
Les centres d'arnaque recourent largement à la technique dite du pig butchering (en français « arnaque à l'abattage du cochon »), une arnaque sentimentale dans laquelle l’escroc, se faisant passer pour un partenaire romantique, établit une relation en ligne sur plusieurs semaines, voire plusieurs mois.
Pour ce faire, les escrocs utilisent des photos volées sur des réseaux sociaux chinois et créent de faux profils sur des plateformes telles que LinkedIn, OkCupid, Tinder, Instagram ou WhatsApp.
Une fois la confiance de la victime obtenue, celle-ci est incitée à investir dans un projet financier frauduleux, souvent basé sur des crypto-monnaies ou des plateformes de trading fictives.

## Responsabilité des autorités

### Accusations de complicité par des ONG et institutions internationales
Malgré plusieurs opérations de police menées en 2022, de nombreux observateurs estiment que cette industrie clandestine continue de prospérer grâce à la protection de puissants hommes d’affaires liés à des hauts responsables politiques cambodgiens.
En 2024, le département d’État des États-Unis a publiquement accusé le gouvernement cambodgien de faire preuve d’une complicité systématique avec les réseaux criminels liés aux casinos et aux centres d'arnaque.
Ces accusations ont également été formulées par l'ONG Amnesty International, qui estime dans son rapport de juin 2025 que les centre d'arnaques bénéficient de la complicité des autorités.

### Liens avec des proches du Premier ministre Hun Manet
Une enquête publiée par ProPublica indique par ailleurs qu’un des centres d'arnaque les plus notoires, le White Sand Palace à Sihanoukville, est situé à proximité de la résidence d’été du Premier ministre cambodgien Hun Manet,.
Le magnat cambodgien Ly Yong Phat, ancien conseiller économique spécial de l’ancien Premier ministre Hun Sen et père de l'actuel Premier ministre, a été sanctionné par les États-Unis en septembre 2024 pour des violations des droits humains liées au recours au travail forcé dans le cadre d’activités frauduleuses d’investissement en ligne,.
Le Huione Group, un conglomérat dont le principal actionnaire est Hun To, cousin du Premier ministre Hun Manet, a été accusé d’avoir permis que sa marketplace soit utilisée pour des transactions illicites depuis 2021, pour un montant estimé à 24 milliards de dollars. Il s’agirait, selon plusieurs enquêtes, de la plus grande plateforme illégale de ce type au monde,.

### Mesures de rétorsion à l'égard de la presse
Le journaliste cambodgien Mech Dara, qui a enquêté sur ces réseaux, a annoncé en 2024 qu’il renonçait au journalisme après avoir été arrêté par les autorités dans le cadre de ses investigations,.
Plusieurs autres journalistes cambodgiens ayant enquêté sur ces centres, disent avoir subi des mesures de rétorsion et des intimidations.